# Лагарваші
Лагарваші (груз. ლაღარვაში) — село в Грузії.
За даними перепису населення 2014 року в селі проживає 9 особа.